# 高田弘 (実業家)
高田 弘（たかだ ひろし、1911年9月22日 - 1997年7月31日）は、日本の経営者。協和醗酵工業(現在の協和キリン)社長を務めた。

## 経歴
愛知県出身。1935年に京都帝国大学工学部工業化学科を卒業し、東洋紡績、東亜化学、協和産業での勤務を経て、1949年に協和醗酵工業に入社。1958年に取締役に就任し、1962年に常務、1964年8月に専務を経て、1971年7月に副社長に就任し、1972年7月には社長に昇格。1978年3月に取締役相談役に就任し、1980年3月に相談役を経て、1990年4月には特別顧問に就任。
1997年7月31日肺癌のために死去。85歳没。